# میرمحله (گرگان)
میرمحله (گرگان)، روستایی از توابع بخش بهاران شهرستان گرگان در استان گلستان ایران است.
روستای میرمحله روستایی خوش آب و هوا با تابستان و زمستان‌های سرد است.
سیزده نفر از اهالی این روستا در جنگ ایران و عراق کشته شده‌اند ویک نفر نیز در مرزهای شرقی (سیستان و بلوچستان) در حین مرزبانی کشته شده‌است. ↵روستای میرمحله دارای دو آببندان است که از آنها برای کشت برنج و پرورش ماهی استفاده می‌شود. کشت محصولات صیفی نیز در میرمحله رواج زیادی دارد. ↵بیشتر اهالی این روستا به کشاورزی و دامپروری مشغول میباشند. 
روستای میرمحله با توجه به منابع درآمدی بسیار مناسب نسبت به روستاهای همجوار مانند وسعت زمین کشاورزی زیاد، دارا بودن دو رودخانه و دو آب بندان و علاوه بر آن افراد تحصیل کرده فراوان، دارا بودن ۲ مدرسه، راه ارتباطی زیاد با روستاهای همجوار به دلیل مدیریت نامناسب و غیر دلسوزانه توسط شوراهای پیشین محل از نظر پیشرفت به یک آبادی سطح پایین تبدیل شده‌است.
به‌طور مثال نیمه فعال یا غیرفعال شدن مدارس با مهاجرات جمعیت
غیرفعال شدن با عدم حمایت دو هیئت مذهبی جوانان
غیرفعال شدن با عدم حمایت تنها مؤسسه فرهنگی مذهبی روستا و مهاجرت نخبگان به شهر گرگان
فروختن امتیاز تیم ورزشی مطرح و مشهور و محبوب روستا که یکی از انگیزه‌های اصلی ورزش جوان بود توسط شورا محل
تخریب شدن تأسیسات ورزشی و عمرانی و عدم تعمیر و مرمت توسط شورا طی سالیان گذشته
تخریب و آسیب به اب بندان به بهانه لای روبی و گزارش سازی و همدستی با پیمانکاران متخلف جهاد کشاورزی و نابودی آن توسط شورای پیشین (سال ۹۷ الی ۹۹) و در ادامه آن تضعیف و رو به نابودی زمین‌های کشاورزی روستا و صدها اقدام دیگر که منجر به عقب ماندگی یک روستا با درآمد خوب و پیشرفته شده که البته همه و همه به انتخاب خود مردم بستگی داشت زیرا شورا به عنوان نهاد تصمیم گیرنده با انتخابات مردمی انتخاب شد.
و در نتیجه نهایی همه موارد این موارد باعث مهاجرت جمعیت زیادی از ساکنین به دلیل عدم رونق اقتصادی همچنین نبود مدرسه جهت تحصیل دانش آموزان، بیکاری و روی آوردن قشر نوجوان از فعالیت‌های ورزشی فرهنگی و مذهبی به سمت فعالیت‌های کاذب و ناهنجاری‌های اجتماعی و همچینین کاهش جمعیت و عدم اعتماد به نفس در بین نسل جدید برای زندگی و فعالیت در روستا

## جمعیت
این روستا در دهستان استرآبادشمالی قرار دارد و براساس سرشماری مرکز آمار ایران در سال ۱۳۹۵، جمعیت آن ۹۲۰ نفر (۲۷۱خانوار) بوده‌است.